# آر. ألان كينغ
آر. ألان كينغ (بالإنجليزية: R. Alan King)‏ هو كاتب أمريكي، ولد في 8 مايو 1963 في مقاطعة أرلنغتون في الولايات المتحدة.